# Крупноглазка чуткая
Крупноглазка чуткая, или бархатница чуткая, (лат. Hyponephele narica) — вид дневных бабочек из семейства бархатниц. Длина переднего крыла 18-24 мм.

## Этимология латинского названия
Narica (с латинского) — «чуткая», «подвижная». Название отражает поведение этой очень пугливой бабочки.

## Ареал и места обитания
Россия (Астраханская область, Южная Тува), Афганистан, Пакистан, пустынные области Казахстана, Туркменистан, Узбекистан, Иран, Монголия, Западный Китай, Северная Индия.
В Восточной Европе известна единственная достоверная находка (1970 год) в Астраханском заповеднике. Возможны находки этого вида бабочек в разных точках пустынной зоны Астраханской области.
Бабочки встречаются изолированными и локальными популяциями. На протяжении всего своего ареала, этот вид является малочисленным. Населяет степи и полупустыни, закрепленные и полузакрепленные полынью и злаками песчаные пустыни, засоленные понижения в открытых пустынях. В Талыше бабочки обитают на засушливых пологих горных склонах с колючими кустарниками на высотах 1600 м. над уровнем моря.

## Биология
Развивается в одном поколении за год. Время лёта бабочек на большей части их ареала проходит с начала мая по середину июня, на Кавказе — с июня по июль включительно. Бабочки очень осторожны. Обычно сидят на открытых, лишенных растительности участках, а при приближении человека быстро взлетают вверх и садятся поодаль. Кормятся нектаром цветков различных сложноцветных.
Самки, после спаривания, откладывают яйца по одному на камни или сухие растения. Яйцо светло-кремового цвета, с плоской вершиной и 16-18 ребрами. Гусеницы появляются только поздней осенью и зимуют, практически не начиная питаться. Кормиться начинают затем ранней весной. Кормовые растения неизвестны, вероятно, злаки Poaceae. В искусственных условиях развивались на мятлике и типчаке. В своём развитии проходят 4 возраста. Вырастают к концу своего развития длиной до 23-25 мм. Окукливаются на травинках. Куколка зелёного цвета.